# Slangen i paradiset
Slangen i paradiset (originaltitel Her Marriage Vow) er en amerikansk stumfilm fra 1924 af Millard Webb.

## Medvirkende
- Monte Blue som Bob Hilton
- Willard Louis som Arthur Atherton
- Beverly Bayne som Carol Hilton
- Margaret Livingston som Estelle Winslow
- John Roche som Ted Lowe
- Priscilla Moran som Barbara
- Mary Grabhorn som Janey
- Martha Petelle som Mrs. Pelham